# Saussurea
Saussurea is een geslacht uit de composietenfamilie. De soorten komen voor in de koel gematigde en arctische gebieden van Azië, Europa en Noord-Amerika.

## Soorten
- Saussurea costus
- Saussurea pygmaea